# چرخند موکا
طوفان چرخندی بسیار شدید موکا (انگلیسی: Extremely Severe Cyclonic Storm Mocha) یک چرخند حاره‌ای قدرتمند در شمال اقیانوس هند بود که در مهٔ ۲۰۲۳ میانمار و بخش‌هایی از بنگلادش را تحت تأثیر خود قرار داد. این طوفان که دومین وافشار و نخستیین طوفان چرخندی فصل ۲۰۲۳ چرخند اقیانوس هند شمالی بود، از یک منطقهٔ کم‌فشار سرچشمه گرفت که نخستین بار در ۸ مهٔ مورد توجه اداره هواشناسی هند (IMD) قرار گرفت. این طوفان، پس از تثبیت در یک وافشار، به آرامی بر فراز خلیج بنگال به سمت شمال-شمال غربی حرکت کرد و به شدت بسیار شدید طوفان چرخندی رسید. پس از انجام چرخهٔ جایگزینی دیوارهٔ چشم، موکا به سرعت تقویت شد و در ۱۴ مه با وزش بادهایی با سرعت ۲۸۰ کیلومتر بر ساعت (۱۷۰ مایل بر ساعت) به اوج خود و به شدت معادل ردهٔ ۵ رسید که با طوفان فانی به‌عنوان قوی‌ترین طوفان ثبت‌شده در شمال اقیانوس هند، از نظر وزش بادهای پایدار ۱ دقیقه‌ای، برابری می‌کند. موکا پیش از زمین‌شار کمی ضعیف شد و شرایط آن به‌سرعت به شرایطی نامطلوب تبدیل شد. موکا به یک‌باره در داخل خاک به سرعت ضعیف شد و پس از مدت کوتاهی از بین رفت.
هزاران داوطلب با نزدیک شدن طوفان به مرز به کمک شهروندان میانمار و بنگلادش آمدند تا از آنجا خارج شوند. همچنین دستور تخلیه برای مناطق کم‌ارتفاع در سیتو، پائوکتا، میبون، ماونگدا و بوتیدانگ صادر شد. در بنگلادش بیش از ۵۰۰٬۰۰۰ نفر به‌دلیل نزدیک‌شدن طوفان به مناطق ساحلی این کشور به جای دیگری منتقل شدند. مقامات ارتش ایالت راخین را به‌عنوان یک منطقهٔ تحت تأثیر بلای طبیعی اعلام کردند. چندین روستا در شهرستان‌های ایالت راخین نیز توسط طوفان دچار آسیب شدند.
چرخند موکا ۷۱۹ نفر را مجروح کرد، دست کم ۴۶۳ نفر کشته، از جمله ۳ مرگ غیرمستقیم در بنگلادش بر جای گذاشت، بیش از ۱۰۱ نفر را مفقود کرد و موجب وارد شدن حدود ۱٫۰۷ میلیون دلار خسارت در سرتاسر میانمار و بنگلادش شد.